# Safir (telenovela)
Safir é uma telenovela turca produzida por NTC Medya, dirigida por Semih Bağcı e escrita por Burcu Över. Estreou em 4 de setembro de 2023, na ATV. A novela é estrelada por İlhan Şen, Özge Yağız e Burak Berkay Akgül.
Safir recebeu uma indicação ao Prêmio de Melhor Telenovela no Emmy Internacional 2024.

## Elenco

### Principal
- Özge Yağız como Feraye Yılmaz Gülsoy
- Burak Berkay Akgül como Yaman Gülsoy[4]
- İlhan Şen como Ateş Gülsoy[5]

### Recorrente
- Ipek Tuzcuoğlu como Gülfem Gülsoy
- Gizem Sevim como Aleyna
- Can Bartu Aslan como Okan Gülsoy
- Nur Yazar como Cemile Yilmaz
- Müfit Kayacan como Ömer Gülsoy
- Münir Can Cindoruk como Çetin Yilmaz
- Sevda Bas como Nesrin Yilmaz
- Ilda Ozgürel como Hazal
- Serdan Bordanaci como Muhsin Yilmaz
- Erkan Bektaş como Vural Bakircioglu
- Efe Tasdelen como Bora Bakircioglu
- Selin Isik como Bade Bakircioglu
- Gizem Karaca como Günes

## Produção
O projeto foi anunciado em agosto de 2023 pela ATV e produzido pela NTC Medya. Os roteiristas Gül Abus Semerci e Burcu Över foram responsáveis pela narrativa, enquanto a direção ficou a cargo de Semih Bağcı, com supervisão de produção de Mehmet Yiğit Alp. Intitulado Safir, que em inglês é conhecido como A Hidden Love Story, a série é protagonizado por İlhan Şen, Özge Yağız e Burak Berkay Akgül nos papéis principais.
As filmagens foram realizadas na deslumbrante Capadócia, na Turquia.

## Prêmios e indicações
| Ano  | Prêmio                        | Categoria         | Indicado | Resultado |
| 2024 | 52º International Emmy Awards | Melhor Telenovela | Safir    | Indicado  |